# Oural Oufa
Maillots
Le VK Oural (en russe : волейбольный клуб Урал, voleïbolny klub Oural) est un club de volley-ball russe basé à Oufa, évoluant au plus haut niveau national (Superliga).

## Entraîneurs
- 2013-2014 :  Flavio Gulinelli

## Palmarès
- Championnat de Russie
  - Finaliste : 2013

- Coupe de Russie
  - Finaliste : 1999

- Challenge Cup
  - Finaliste : 2013

## Effectifs
| No                                          | Nom                                         | Date de naissance                           | Taille                       | Poids                        | Poste                        |
| ------------------------------------------- | ------------------------------------------- | ------------------------------------------- | ---------------------------- | ---------------------------- | ---------------------------- |
| 1                                           | Vladislav Jloba                             | 2 mars 1982                                 | 194                          | 87                           | Passeur                      |
| 2                                           | Pavel Zaytsev                               | 11 février 1979                             | 195                          | 96                           | Passeur                      |
| 3                                           | Grigori Afinoguenov                         | 25 mars 1980                                | 208                          | 109                          | Central                      |
| 4                                           | Andreï Ananiev                              | 21 juin 1992                                | 206                          |                              | Central                      |
| 5                                           | Andreï Maksimov                             | 4 juillet 1985                              | 208                          | 90                           | Attaquant                    |
| 6                                           | Björn Andrae                                | 14 mai 1981                                 | 200                          | 82                           | Réceptionneur-attaquant      |
| 7                                           | Leonid Kouznetsov                           | 7 août 1983                                 | 210                          | 105                          | Central                      |
| 8                                           | Maksim Botine                               | 15 juillet 1983                             | 194                          |                              | Réceptionneur-attaquant      |
| 9                                           | Roman Stepanov                              | 6 avril 1989                                | 182                          | 86                           | Libero                       |
| 10                                          | Roman Danilov                               | 4 janvier 1985                              | 208                          | 90                           | Réceptionneur-attaquant      |
| 11                                          | Nikola Kovačević                            | 14 février 1983                             | 193                          | 78                           | Réceptionneur-attaquant      |
| 12                                          | Nikita Alekseïev                            | 15 juillet 1992                             | 205                          | 100                          | Attaquant                    |
| 13                                          | Alekseï Samoïlenko                          | 23 juin 1985                                | 210                          | 106                          | Central                      |
| 14                                          | Iaroslav Ostrakhovski                       | 11 mai 1991                                 | 200                          | 91                           | Passeur                      |
| 16                                          | Dmitri Kiritchenko                          | 16 juin 1987                                | 188                          | 85                           | Libero                       |
| 17                                          | Aleksandr Rodionov                          | 20 juillet 1990                             | 205                          |                              | Central                      |
| 18                                          | Iegor Feoktistov                            | 22 juin 1993                                | 200                          | 82                           | Réceptionneur-attaquant      |
| 20                                          | Rouslan Galimov                             | 20 novembre 1994                            | 201                          |                              | Attaquant                    |
| 999                                         | Nikolaï Astachkine                          | 19 mars 1991                                | 201                          | 94                           | Central                      |
|                                             |                                             |                                             |                              |                              |                              |
| Encadrement technique                       | Encadrement technique                       |                                             | Légende                      | Légende                      | Légende                      |
| Entraîneur : Igor Pasetchnik                | Entraîneur : Igor Pasetchnik                | Entraîneur : Igor Pasetchnik                | : Capitaine                  | : Capitaine                  | : Capitaine                  |
| Entraîneur(s) adjoint(s) : Vladimir Makarov | Entraîneur(s) adjoint(s) : Vladimir Makarov | Entraîneur(s) adjoint(s) : Vladimir Makarov | : Joueur blessé actuellement | : Joueur blessé actuellement | : Joueur blessé actuellement |

| Équipe type : Oural Oufa                                                                                           |
| \| Zaytsev · # 2 Andrae · # 6 Afinoguenov · # 3 Maksimov · # 5 Kovačević · # 11 Kouznetsov · # 7 Stepanov · # 9 \| |
| Zaytsev · # 2 Andrae · # 6 Afinoguenov · # 3 Maksimov · # 5 Kovačević · # 11 Kouznetsov · # 7 Stepanov · # 9       |

| Zaytsev · # 2 Andrae · # 6 Afinoguenov · # 3 Maksimov · # 5 Kovačević · # 11 Kouznetsov · # 7 Stepanov · # 9 |